# Torydemokrater
Torydemokrater var under 1800-talet en grupp medlemmar av det konservativa partiet i Storbritannien, vilka sökte och i stor utsträckning lyckades genomföra partiets föryngring genom att förmå dess ledning att frångå den äldre riktningens negativa konservatism och uppställa ett positivt reformprogram, särskilt på det sociala området, innefattande bl.a. oförbehållsamt erkännande av den demokratiska principen jämte därav föranledd modernisering av partiorganisationen.
Som förelöpare till denna "unghöger"-rörelse räknas Benjamin Disraeli och hans vänner inom "Unga England-gruppen" under 1840-talet; till seger inom partiet fördes de tory-demokratiska idéerna under 1880-talet av lord Randolph Churchill.